# Tučapy (okres Uherské Hradiště)
Tučapy jsou obec v okrese Uherské Hradiště ve Zlínském kraji, zhruba 10 km západně od Uherského Hradiště. Žije zde 253 obyvatel.
Obec leží na mírném svahu Chřibů obráceném k severovýchodu. Po vystoupení na pole Roviny za vesnicí se rozvine krásný pohled do údolí řeky Moravy a na protilehlé Bílé Karpaty.

## Základní geografické údaje
Tučapy leží v nížině Dolnomoravského úvalu v nadmořské výšce 320 metrů, v mírně zvlněném reliéfu, kde se střídají široce zaoblené hřbety s mělkými rozevřenými údolími. Nerovné terény tučapského katastru jsou na několika místech sesuvné. Sesuvné terény jsou vyvolány příkrými svahy a malou údržlivostí hornin, v takových místech katastru převládají jílovité sedimenty. K sesutí dochází přemokřením celé suťové vrstvy, například táním sněhu nebo delším obdobím vydatných dešťů. V trati Pastviska byl velký sesuv půdy v letech 1937 a 1970. Za vesnicí směrem na Boršice dochází k sesuvu půdy téměř každoročně v jarním období.
Z užitkových hornin se v katastru vyskytuje pískovec v trati Zmoly. Je však zvětralý měkký, spodní vrstvy jsou tvrdší.

## Název
Na vesnici bylo přeneseno původní pojmenování jejích obyvatel Tučapi ("kteří tu čapí, tj. se zde usídlili", odvozeno od čapit - "přidřepnout"). Šlo o pojmenování pro nově přišlé osadníky.

## Archeologie
Po stránce archeologické nebyl katastr obce Tučap dosud prozkoumán. Je známo jen několik nálezů ze 13. a 14. století. Na parcele číslo 46 bylo nalezeno 10 pazourkových paleolitických nástrojů. Z toho byly dva nožíky, jedna šipka, pět škrabadel a dva úlomky. Jedna nádobka sivé barvy 9,5 cm výšky a tři pokličky téže kultury z doby knížecí a železný srp ostře lomeného tvaru s protáhlým rovným koncem. Nálezy jsou uloženy ve Slováckém muzeu v Uherském Hradišti. Na rozhraní Humének a Panských byly vykopány základy panské tvrze s různou železnou industrií a kostrovými hroby. V roce 1939 byl v blízkosti tvrze v kulturních vrstvách se středověkými střepy vykopán depot tří velkých železných srpů.

## Historie

### Nejstarší záznamy
Tučapy patří mezi nejstarší obce okresu Uherské Hradiště. Zpočátku podléhala obec spolu s Veligradem, Kostelany a Ořechovem panství spytihněvskému, později panství velehradskému. Velehradský klášter svěřoval panství v Tučapech různým šlechtickým rodům, v držení Tučap se jich vystřídala celá řada. První písemná zmínka o obci se vyskytuje v nadační listině z roku 1141 k nově postavenému kostelu sv. Václava v Olomouci, vydané biskupem Jindřichem Zdíkem. Listina rozděluje majetek olomoucké diecéze, k proboštství spytihněvskému příslušel i majetek vesnic, tedy i obce Tučapy.
Další osudy nejsou po sto let znamenány až do roku 1228, kdy Přemysl Otakar I. ve své darovací listině vymezuje hranice darovaného území velehradskému klášteru až po Polešovice, tam je uvedeno jméno Tzaplanzan. Další záznam v roce 1370, kdy pan Dětřich z Moravan přenechal část tučapského panství panu Jarohněvovi z Buchlovic. Majetek tučapského panství vykazoval tři dvory a jednu tvrz. Tvrz se zapisuje roku 1527 a 1528. Zbytky tvrze byly objeveny v trati Huménky a Panské. Její symbol se pak stal základem obecního znaku.

### Buchlovské lovecké právo a soud
Podle kupní listiny z roku 1544 podléhalo loveckému právu na Buchlově panství buchlovské a velehradské.K panství velehradskému se řadily i Tučapy. Okrskům těchto obcí se říkalo "krevní grunty", protože osady příslušné k loveckému právu platily pánu hradu Buchlova na jeho výdaje, spojené s udržováním soudu, zvláštní poplatek zvaný krevné.
Tučapy u soudu zastoupeny nebyly,ale právu podléhaly. Lovecké právo na hradě Buchlově bylo zrušeno císařovnou Marií Terezií v roce 1749.

### Archiv a kronika obce
Obecní archiv ze starších dob není žádný. Nejstarší knihy z minulého století jsou uloženy v Okresním archivu v Uherském Hradišti (protokoly z roku 1827, parcelní protokoly z roku 1828 a záznamy finančního rázu z roku 1891). Starší listiny o výkupech, privilegiích a povinnostech neexistují. Obecní kronika se vede od roku 1930.
V letech 1931–1985 vedl obecní kroniku Jaroslav Kaňovský. Za německé okupace bylo nařízeno odevzdat kroniky ke zničení, Jaroslav Kaňovský ale původní uschoval u manželčiných rodičů ve Stříbrnicích a koupil novou, do které opsal pár méně významných zpráv a tu odevzdal. Za roky 1946 a 1947 záznamy vedl Pavel Pokorník. Po svém návratu do Tučap se vedení kroniky opět ujal Jaroslav Kaňovský. Vedl ji až do roku 1985. Zápis za roky 1986, 1990 až 2000 provedl František Hrančík. V letech 1987–1989 kroniku vedla Jarmila Křivová. Od roku 2001 do roku 2007 kroniku zapisoval Josef Zbořil. Po něm se vedení kroniky ujala Zuzana Zapletalová.

### Starší dějiny
Počátky osídlení od 10. století měla pro území okresu Uherské Hradiště význam existence dřívějších velkomoravských hradisek. Kolem některých hradisek se v průběhu středohradišťního období dotvářela postupně hustá síť zemědělských sídlišť – vesnic, na něž plynule navazovalo mladší osídlení z 10. až 12. století až do první poloviny 13. století.
Nejpozději v průběhu 11. století, ale snad již dříve, vznikly další historicky známé vesnice – mezi nimi i Tučapy. V době, z níž pocházejí nejstarší písemné zprávy o obcích tvořících dnešní uherskohradišťský okres, náležela jejich značná část k zeměpanskému majetku, část k majetku církevnímu a jen v menší části území vládli světští feudálové. Od doby husitské získával na Uherskohradišťsku převahu šlechtický majetek, který se v průběhu 15. a 16. století konstituoval do několika rozsáhlých velkostatků. V 16. století stávala v obci tvrz, jejíž symbol se stal základem obecního znaku. K tvrzi patřily tři dvory, takže součástí obecních znaků se staly i symboly vinařství a zemědělství. V 16. století bylo v Tučapech šest usedlostí.
Výpisy z lánského rejstříku velehradského panství z roku 1645 vykazují, že v tomto roce bylo v Tučapech 8 zahradníků. Zahradníci měli stejný počet polí II. a III. třídy (každý 11 měr 3 ach v každé třídě) a k tomu 7 2/4 achtelu vinohradů (1 achtel je 2,5 aru). Výpis vykazuje i pusté statky, které vznikly před rokem 1656. Tyto pusté statky mělo v držení 9 zahradníků, jejich výměra zabírala 99 měřic 27 achtelů polí II. třídy a také polí III. třídy. V následujícím století dle výpisu z tereziánského katastru velehradského panství z roku 1754 měly Tučapy osadníků mnohem více. 19 zahradníků, z nichž každý měl 19 měřic 2 acht polí a vinic, 19 domků na panské půdě, 30 měřic pastvisek, 1 měřice 4 achty lesa a množství vinohradů přespolních majitelů. V roce 1785 zde byl zbytek dvora – jedna salaš (ovčírna). Toho roku byl celý zbytek tučapského dvora rozdělen a prodán na svobodiny devíti usedlíkům. Panství se dvůr už nevyplácel. Bývalé stavení dvora bylo rozděleno na šest chaloupek, říká se jim Ve dvoře. Chrasť (tučapský kopec) koupila při rozdělování zbytku dvora boršická obec na pastviště.
Za vlády císaře Josefa II. byly znovu vyměřovány pozemky – Josefský katastr – za účelem rovnoměrného rozvržení berně z půdy a z domů. Výměry z roku 1789 se udávají v jitrech a čtverečních sázích (1 jitro = 56 arů= 3 měřice, 1 čtverečný sáh =3,5 metrů čtverečních): vrchnost vlastnila 51 jiter – 122 pozemků, obec 49 jiter – 426 pozemků, 42 místních majetníků mělo 238 jiter – 1454 pozemků, 44 přespolních majetníků 10 jiter – 7298 pozemků. Po zrušení Velehradského kláštera 1784 byl zrušen i dvůr v Tučapech, dvůr u Modré a v Babicích. V září 1883 koupil velehradské panství Katolický spolek pro Olomouckou diecézi a roku 1890 byli do kláštera povoláni jezuité.
V době zániku feudálního zřízení v roce 1848 bylo území dnešního okresu Uherské Hradiště rozděleno do šesti panství, tří statků a obvodu magistrátu Uherského Brodu. Tučapy byly součástí panství Velehrad.

### Novější dějiny

#### První světová válka
První světová válka postihla i Tučapy. V obci byly vylepeny mobilizační vyhlášky, které určovaly nástup mužů do války. Z obce do války odešlo 85 mužů. Během čtyřleté války nastoupilo vojenskou službu z Tučap 107 mužů ve věku od 18 do 50 let. Nastal nedostatek peněz, obec dostala předpis výkupu obilí a hovězího dobytka pro armádu. V říjnu roku 1915 dostala obec předepsané dodat pro armádu 300 q žita, 200 q pšenice a 100 q brambor. Předpisy dávek se stále zvětšovaly. Občané se bránili, postrachem se pro ně staly rekvizice až šestkrát ročně. Ceny potravin a oblečení rostly, byly zavedeny příděly potravin. V roce 1916 byla nařízena rekvizice všech mosazných a měděných předmětů (kliky, hmoždíře, kotle) ke zpracování a výrobě vražedných nástrojů. Z vojáků, kteří v letech 1917–1918 dostali dovolenou, se mnozí na frontu nevrátili. Ukrývali se na půdách, ve stodolách a v lesích. Z Tučap položilo život ve válce 18 vojáků a 4 občané zůstali nezvěstní. Na jejich památku byl postaven pomník. Rakousko-Uherská říše se rozpadla a 28. října 1918 byl československý stát prohlášen za samostatný. Legionáři z Tučap: Botlík Josef 3. pluk, 12. rota, Rusko – Holoubek Metoděj, Rusko – Malík Cyril 35. pluk, 6. rota, střelec, Itálie – Němeček Jan, 2. dělostřelecká divize, Rusko, v odboji, KSČ Staré Město, vězněn v letech 1939 až 1945 – Zbořil František 39. pluk,střelec, Itálie.  První roky po válce vládla v republice bída a nezaměstnanost.

#### Druhá světová válka a po válce
V březnu 1939 překročila německá armáda hranice Československé republiky, Adolf Hitler donutil vládu vydat rozkaz ke kapitulaci vojska. Ze svobodné republiky se stal Protektorát Čechy a Morava. Začal se organizovat odboj, v Tučapech byla místní skupina ustavena v květnu 1940, k dispozici měla dobře uschované zbraně a střelivo. Vše se však prozradilo a tak došlo k zatýkání a věznění šest zdejších občanů. Nedostávalo se potravin a průmyslového zboží. Byl zaveden přídělový systém na lístky. V roce 1942 odebralo německé vojsko ze zdejšího kostela oba zvony. Na nucené práce do Říše bylo odesláno 28 mužů a 4 ženy.
Dne 28. dubna 1945 se rumunská vojska přibližovala od Polešovic a Vážan do Tučap. V podvečer byla vesnice úplně obsazena vítězným vojskem. K prvnímu slavnostnímu shromáždění se občané sešli 3. května, při čemž provedli volbu 12 členů Národního výboru. Na počest osvobození byla 6. května uspořádána slavnost stavění máje s proslovem, básněmi a hudbou. Z německých věznic a koncentračních táborů se kromě jednoho vězně všichni vrátili. Jeho jméno bylo připsáno na Památník padlých v první světové válce. V roce 1953 proběhla měnová reforma, všechny peníze byly vyměněny za nové. Byly zrušeny potravinové lístky a zaveden volný nákup.

### Symboly obce
O původu jmen několika vesnic pod hradem Buchlovem se vypravuje tato pověst: Za starých časů se vesničkám neříkalo nijak, byly to jen skupiny chalup a dvorů. Zatoulaný pes hradního pána z Buchlova dal vesnicím jména. Zbrojnoši začali psa hledat v Tučapech a volali: "Tu čapí". Postupně vznikly názvy vesnic Břestek, Tupesy, Zlechov, Střílky, Tučapy.
Pečeť obce
Nejstarší obecní pečeť Tučap pochází z první poloviny 19. století. Byla mosazná o průměru 35 mm. V pečetním poli, lemovaném jemnou linkou, je v barokním štítě vpravo hrozen, vlevo vinařský nůž. Opis – PECZET DIEDINY TUCZAP – je vrouben vavřínovým věncem a mezery mezi slovy jsou vyplněny ornamentem. Vinný hrozen je dokladem pěstování vinné révy v obci
Znak a prapor
Právo užívat prapor a znak bylo obci uděleno 26. 5. 2000. Při oslavách 870 let první zmínky o obci v roce 2001 byly vysvěceny obecní symboly – prapor a znak.
Popis vlajky: List tvoří tři vodorovné pruhy, žluto–bíle polcený, zelený a bílo–žlutě polcený. V zeleném pruhu dva vinné hrozny, žlutý a bílý, na propletených stoncích. Poměr šířky k délce listu je 2:3.
Popis znaku : V zeleném štítě nad zlato-stříbrně čtvrcenou věží s cimbuřím dva propletené stonky vinné révy, každý s jedním hroznem, pravý zlatý, levý stříbrný.
V 16. století se v obci připomíná panská tvrz, jejíž symbol se stal základem obecního znaku. K tvrzi patřily tři dvory. Hlavní hospodářskou činností bylo vinařství a zemědělství, proto se jejich symboly staly součástí obecních znaku. Figura tvrze dokládá přítomnost panského sídla, motiv hroznu připomíná zdejší vinařskou tradici, zelená barva štítu symbolizuje zemědělský charakter obce, zlatostříbrné čtvrcení tvrze a shodné zbarvení hroznu připomínají čtvrcení původního domácího štítu vladyckého rodu z Tučap.

## Urbanismus
O starodávné slovanské kolonizaci svědčí dodnes tvar obce – silniční typ. Silniční vsi mají domy seřazeny vedle sebe po obou stranách silnice. Usedlosti vytvářejí nesouvislou domovní frontu. Hospodářské budovy jsou na jedné straně dvora pod společnou střechou s budovami obytnými. Uprostřed obce je malá náves.

### Budovy
První obyvatelé se usadili v místech nynějšího dolního konce vesnice. K trvalému pobytu je udržely pozemky panských dvorů, příbytky upravili z dřeva a hlíny. Dříve se domy označovaly domovními znameními nebo vývěsními štíty podle řemesel a cechů majitelů. Soupis domů se uskutečnil z příkazu Marie Terezie v roce 1750. V Tučapech značení začalo od Boršic, první dům po levé straně silnice byl označen číslem 1 a číslování postupně pokračovalo po levé straně až po číslo 26, tam překročilo číslování na pravou stranu vesnice a pokračovalo číslem 27 opačným směrem až k číslu 35. Statistika z roku 1750 potvrzuje, že v té době bylo v Tučapech 35 rodinných domků. V průběhu dalších dvou století vyrostla další stavení, která dostala další čísla. Již v době, kdy byl zaváděn Josefínský katastr, bylo v Tučapech ve skutečnosti více čísel, více domů než bylo úředně zjištěno. Mnoho domů mělo více než jedno číslo, bydleli tam tzv. hofeři. Takže v seznamu z roku 1789 je zapsáno v Tučapech 49 čísel, ale roku 1820 už jen 45 domovních čísel.
Od začátku 20. století se ke stavbě domů užívalo hliněných cihel, zvaných vepřovice. Krytinou střechy byla sláma. Těchto doškových chaloupek bylo v roce 1930 v Tučapech šest, poslední byla zbořena v roce 1932. Původně mělo obydlí jen jednu místnost, později byla část místnosti oddělena a určena pro přípravu jídel. V dalších letech se stavěla vpředu jizba, za ním malá tmavá kuchyně, pak komůrka a chlévy pro dobytek. Vedle jizby zůstával průjezd do dvora. Později se nad nekrytým průjezdem stavěly kůlny pod společnou střechou celého stavení. Někde za dvorem bývalo humno. Na pokraji humna stávala stodola, za ní bylo humno vysázeno ovocnými stromy. Jizba mívala dvě malá okna a nízký strop. Podél stěn, na kterých visely obrázky svatých, stávaly lavice a v rohu stůl. Na kachlových kamnech s pecí spávaly děti. Nad postelí viselo bidlo na šaty a kožichy. Na další oblečení byly truhlice a kostny. Kamna i pec se vytápěly z kuchyně, v ní byl koutek zvaný ohniště a nad ním otevřený komín, v něm se udilo maso.Kouř unikal otvory, říkalo se jim dymník.
Počet domů letech 1834 – 48 domů, 1869 – 75 domů, 1900 – 86 domů, 1921 – 87 domů, 1930 – 114 domů.
Domky byly nízké s malými okénky s jednou seknicí. Domky bývaly zdobené malůvkami kolem oken a na žudru. Poslední žudro už bez malůvek bylo na domě číslo 10, který byl roku 1972 zbořen. Na jeho místě byl postaven obchod Jednota.
Po roku 1945 se začalo v obci více budovat. Bylo postaveno 9 nových rodinných domků a obecní dům MNV. U starých domků v předních částech byla úzká okna nahrazována trojdílnými a čtyřdílnými. Omítka přední strany byla nabarvena dvěma i třemi barvami, před okny byly upraveny květinové zahrádky. Komory byly upraveny na obývací místnost, chlévy byly zrušeny a přebudovány na koupelny a prádelny.

## Památky a pamětihodnosti
Výraznou z dálky viditelnou dominantou obce je kostel svatých Cyrila a Metoděje. Ve vsi je také pomník padlým v první světové válce a nad vsí kaplička Božího srdce Páně.

### Nedochované pamětihodnosti
Tvrz
Tvrz se zapisuje roku 1527 a 1528. Její zbytky byly objeveny v trati Huménky a Panské. Bývaly často zakládány na přírodou chráněném místě. Sídla drobné šlechty jsou s životem a celou strukturou vesnice velmi těsně spjata (tvrzí bývalo opevněné sídlo drobného šlechtice, které stávalo přímo na vsi nebo v její těsné blízkosti a souviselo zpravidla s hospodářským dvorem, přičemž dvůr býval komplex budov, obytných i hospodářských; někdy souvisel dvůr s tvrzí, ale jindy sloužil sám jako sídlo drobné šlechty).
Kaple
V obci nebyla kaple ani zvonice. Za císaře Josefa II. vyšlo nařízení, aby každá vesnice měla svou zvonici. Tím se měla v každé vsi zvýšit bezpečnost, mohlo se zvonit na poplach, při požáru nebo při jiném nebezpečí. Roku 1863 vystavěli občané kapli na památku příchodu sv. Cyrila a Metoděje na Moravu. Byla vystavěna pouze z kamenů a na hliněné maltě. V neděli po Všech svatých roku 1863 byla slavnostně posvěcena a na památku tohoto svěcení bývá v pondělí po Všech svatých sloužena mše a slaví se hody. V kapli se konala bohoslužba dvakrát v roce. Pro zajištění duchovního správce bylo nutné vybudovat bydlení, proto se v roce 1922 ustavila Jednota sv. Cyrila a Metoděje, která za přispění občanů vystavěla domek vedle kaple, číslo popisné 39. V roce 1933 byla kaple zbořena a na jejím místě byl postaven filiální kostel. Obec Tučapy náleží do Římskokatolické farnosti Boršice u Buchlovic.

### Dochované památky
- Kostel svatého Cyrila a Metoděje – Na základě povolení památkového úřadu v Brně byla původní kaple v červenci 1933 zbořena. Po zdlouhavé dokumentaci a administrativě stavební práce pokračovaly velmi rychle. Svěcení kaple proběhlo 30. 9. 1934. Roku 1940 byly poprvé vykonány obřady svatého týdne – Zelený čtvrtek, Velký pátek, Bílá sobota, Vzkříšení, Slavnost Božího těla.[17] V roce 1942 bylo místo pod kazatelnou upraveno pro umístění křtitelnice a nových jesliček. Byl zřízen hřbitov u kostela. Zvony z kostela odvezli Němci na výrobu zbraní, ale následující rok byly pořízeny nové zvony. V roce 1946 byla provedena přístavba kostela pro varhany, následující rok byly varhany koupeny. Kostel byl přístavbou posunut k silnici o 52 metrů.[18] Sochu Panny Marie u kostela dala postavit v roce 1929 Marie Soukalíková č.p. 43.
- Pomník padlých
- Kapličku Božího srdce Páně dal postavit roku 1940 starosta obce Vojtěch Fryšták pro svou nemocnou dceru. V roce 1990 proběhla obnova kapličky. Byla opraveny omítky a nová střecha.

Drobné sakrální památky
- Sochu Panny Marie u kostela dala postavit v roce 1929 Marie Soukalíková.
- Železný kříž na kamenném podstavci u silnice mezi obcemi Boršice a Tučapy věnoval roku 1902 P. Jan Studený, farář z Boršic. V roce 2015 byl křížek převeden do majetku Boršic. Obec dostala dotaci na opravu křížku.
- Kříž na dolním konci vesnice byl postaven v roce 1919 na památku šedesátého výročí panování císaře Františka Josefa I. a padesátiletého kněžství otce Pia X. Věnovali dobrodinci a obec Tučapy.[5]

V neděli 9. 11. 1913 se slavilo 50 let trvání kaple a byly posvěceny dva kříže: kamenný kříž v horní části vesnice darovala rodina Fryštákova a dřevěný kříž u kaple, který věnovala rodina Soukalíkova.

### Přírodní památka Koukolky
Nařízením Okresního úřadu Uherské Hradiště byla oblast Koukolky v roce 2002 prohlášena za přírodní památku, evidenční číslo 2183. Představuje enklávu lučních porostů a bývalých pastvin s teplomilnou florou a faunou druhy rostlin. Rozloha je 1,36 ha, nadmořská výška je od 260 do 290 metrů nad mořem. Území tvoří svah pod zemědělskými terasami s převážně východní až severovýchodní orientací v nadmořské výšce 260–290 metrů. Terén je značně nerovný díky sesuvům ve 20. století. Podklad tvoří zlínské souvrství račanské jednotky magurského flyše charakteristické střídáním pískovců zčásti vápnitých a pískovců glaukonitických. 
Geobotanicky náleží území do zóny karpatské ostřicové dubohabřiny. Z ohrožených rostlinných druhů se zde nachází vstavač osmahlý a vstavač vojenský, kozinec vičencovitý, vyskytuje se zde hvězdnice chlumní. V území je i značný podíl křovin, nejčastěji zde roste svída krvavá, růže šípková, hloh nebo ptačí zob obecný. Vzácnou faunu zde zastupují otakárek fenyklový, otakárek ovocný, ťuhýk obecný, krahujec obecný, pěnice valašská, skokan štíhlý, užovka obojková a ještěrka obecná.
Vzhledem k rozloze lokality bylo doporučeno sečení celé lokality najednou, a to jedenkrát ročně v období květen až červen. V roce 2002 proběhla první likvidace náletových dřevin a sečení travnatých ploch. Lokalita je součást honitby, nenachází se zde žádné myslivecké zařízení. Území je využíváno k procházkám zejména obyvateli Tučap. Občasné návštěvy nepředstavují pro území zátěž.

## Budování v obci
V roce 1990 vzniká samostatný Obecní úřad Tučapy. V roce 2007 vstoupila obec do Sdružení místních samospráv v ČR.

### Škola
Pro venkovský lid bývaly do roku 1774 v českých zemích jen školy farní. Děti chodily pěšky do školy v Boršicích, která byla malá a chatrná .Než aby tučapští občané dávali peníze na novou školu v Boršicích, rozhodli se postavit si vlastní školu. Zemská školní rada v Brně stavbu povolila, stavební kámen získali občané v Huménkách ze starých základů bývalé tvrze. Dne 25. 6. 1883 byl položen základní kámen a ještě téhož roku byla stavba dokončena. Dne 2. 9. 1884 začalo vyučování. Prvním učitelem byl Bartoloměj Beneš, který zde působil od roku 1884 do roku 1891. Zemská školní rada povolila od roku 1921 dvoutřídní školu, ale stále s jednou učebnou. V roce 1934 byla provedena nadstavba školní budovy. V roce 1965 byla dvoutřídní škola pro stále klesající počet žáků změněna na jednotřídní. Veškeré vyučování bylo od 1. září 1976 zrušeno a děti docházeli do školy Polešovic a Vážan. V roce 1983 byla budova školy pronajata národnímu podniku Zdravotnického zásobování Brno. V roce 1985 byla na budovu bývalé školy umístěna pamětní deska Bedřicha Beneše Buchlovana.V současnosti žáci navštěvují základní školu v Polešovicích. Po zrušení výuky byla budova školy předána k užívání n.p. Zdravotnického zásobování Brno. V roce 1994 byla budova pronajata soukromému podnikateli.

### Kulturní dům, prodejna
Domy č.p. 10 a 11 byly zbořeny na jejich místě je vybudován kulturní dům a prodejna potravin.
V akci "Z" byla postavena budova kulturního sálu s pohostinstvím a obchodem Jednota. Stavba trvala v letech 1972–1975. V 1988 byla brigádnickou prací občanů postavena kuchyň v Kulturním domě.Prostory pohostinství v roce 1999 Obecní úřad odkoupil,byly upraveny na prodejnu potravin a hospůdku.Budova bývalé prodejny Jednoty byla 1999 odkoupena pro výstavbu bytů. Vzniklo šest nových bytů,které Obecní úřad pronajímá. V roce 2011 proběhla rekonstrukce budovy kulturního domu. Nadstavbou vznikly tři samostatné byty. Do jednoho byla umístěna posilovna a další je využíván jako veřejná knihovna.
Místní knihovna v Tučapech
Knihovna získala v roce 2017 titul Knihovna roku Zlínského kraje.

### Silnice
V roce 1890 se začala stavět silnice z Boršic do Tučap. Silnice vedla kolem hluboké zmoly, říkalo se jí "Cikánova zmola". V květnu 1935 byly zasazeny při okresní silnici od Boršic do Tučap konečníky a kilometrovníky. V červnu začalo spravování silnice na horním konci. V tomtéž roce bylo dokončeno budování silnice z Tučap do Vážan, kterou budoval uherskohradišťský okres. Roku 1945 byla vybudována kanalizace a poté byly vydlážděny silnice a chodníky.
Největší investiční akcí obce za několik posledních let je jistě oprava chodníků a silnice přes obec. Dne 16. března 2020 byly zahájeny stavební práce v obci. Jednalo se o rekonstrukci povrchu silnice III/4275, rekonstrukce chodníků a sjezdů k rodinným domům, rekonstrukce autobusové točny a rekonstrukce kanalizačních přípojek. V první fázi se prováděla rekonstrukce kanalizace, stoky AT, AT1, At2, oprava kanalizačních přípojek a rekonstrukce řádu B-1 a řádu B-2. Tyto práce začínaly na dolním konci obce. V další fázi navazovala rekonstrukce komunikace a chodníků. Úsek je dlouhý 913 metrů. Odstraněny byly původní vrstvy, položen nový koberec, betonové obrubníky s přídlažbou z žulových kostek, odvodnění do kanalizace a dopravní značení, a linka nové točny pro linkovou autobusovou dopravu.

### Doprava
Zásobování palivem a potravin do obchodů se konávaly koňskými nebo kravskými potahy. Spojení s okresním městem se vzhledem k velké vzdálenosti (12 km) uskutečnilo jen zřídka a to jen koňskými potahy. Hospodyně chodily pěšky na trh do Uherského Hradiště, někdy do Bzence. Přes pole k vlakovému nádraží v Nedakonicích vedl chodník, za deštivého počasí špatně schůdný. V letech 1925 se objevily na silnicí první autobusy soukromých majitelů, kryté plachtami. Jezdili mezi Uherským Hradištěm a Buchlovicemi. V letech 1929–1931 dojížděl i z Tučap autobus soukromého majitele denně do Uherského Hradiště a několikrát denně do Nedakonic. Další autobus jezdil přes Boršice, na zastávku do Boršic lidé chodili pěšky. Pravidelná doprava státním autobusem byla zahájena 1. ledna 1952.

### Vodovod
V roce 1906 Tučapy zřídily jeden u nejstarších vodovodů okresu Uherské Hradiště.V roce 1983 se řešilo zásobování pitnou vodou.Byly zhotoveny dva zkušební vrty u Divoka.Po zdlouhavém vyřizování začala 1989 výstavba posílení vodních zdrojů pro obec.V dalších letech se pokračovalo v napojování na nově zbudovaný vodovod v obci.Od roku 2006 probíhalo postupné napojení na čističku odpadních vod.

### Telefon a rozhlas
V roce 1942 byl v obci zřízen telefon, hovorna byla v hostinci. Návrh na zřízení rozhlasu byl podán v červenci 1947. Návrh byl schválen a stavba zadána firmě Kyselák ve Zlíně a byla dokončena a byla dokončena v roce 1947. V roce 1981 bylo v obci 11 telefonních stanic. V prosinci 1947 byl zahájen provoz rozhlasu. Po obci bylo napojeno šest amplionů, čímž skončilo oznamování vyhlášek a nařízení bubnováním. Posledním bubeníkem byl Klement Bačák.

## Spolky v obci
- Sbor dobrovolných hasičů
- SK Tučapy
- Český zahrádkářský svaz
- Český svaz chovatelů, v roce 1993 organizace ukončila činnost v obci
- Svaz žen
- Dohlížecí výbor Jednoty, zanikl v roce 1990

## Kultura
Společenské akce na vesnici řídili dva stárci - mladší a starší, které si chasa zvolila. Povinností stárek bylo starat se o mše za nemocné a o výzdobu křížů. K povinnosti stárků náleželo pořádání veselic a stavění máje. V současné době společenské akce pořádá Sbor dobrovolných hasičů nebo obecní úřad. Jsou to: Tučapská štamprla, maškarní ples, karneval pro děti, stavění a kácení máje, Noc s Andersenem, sportovní odpoledne, oslava MDŽ, Slovácké hody s právem, Mikulášské odpoledne, Štěpánský turnaj.
Hlavní kulturně-historické události či tradice
K vedení pochodu při Velikonočním klepání jsou ustanoveni žáci, kteří vycházejí základní školu. Tzv. stárci neklepou, ale mají v rukou odznak k udržování pořádku. Zvyk klepání na Velikonoce trvá v Tučapech dodnes. Začíná na Zelený čtvrtek a končí v poledne na Bílou sobotu.
Konec žní se oslavovalo "dožatou", ale jen u větších sedláků. Obecní dožínkové slavnosti od konce první světové války pořádal místní hasičský sbor. Po socializace obce roku 1950 převzalo pořádání Jednotné zemědělské družstvo. Naposledy se konaly v roce 1964.
Hody se v obci slavily od začátku 20. století vždy po svátku Všech svatých, říkalo se jim Dušičkové. Hlavním pořadatelem hodové veselice po roce 1919 byl hasičský sbor. Po roce 1945 začaly být pořádány hody s právem. Před hody si chasa zvolila dva stárky, jejichž funkční období bylo celoroční. Slovácké hody s právem se v Tučapech pořádají nepřetržitě od roku 1983.
Divadlo
První divadelní hrou v roce 1920 bylo drama Černý kříž v lese. Poté se téměř každoročně střídala divadla s různou tematikou. V prosinci 1940 zavítala do obce divadelní společnost, která sehrála 11 divadelních her a dvě pohádky. V letech 1920–1958 bylo celkem sehráno 73 divadelních představení.
Kino
V roce 1948 bylo zřízeno zvukové kino. Promítání probíhalo v hostinci do roku 1952, pak bylo kino zrušeno. V roce 1965 bylo zařízení kina přeneseno do zdejší školy. V dalších letech ale nebyly plány návštěvnosti splněny, v domácnostech přibylo televizorů a provoz kina byl zrušen.

### Vesnice roku
Obec Tučapy se zapojila do celorepublikové soutěže Vesnice roku. V roce 2000 byla obec oceněna Modrou stuhou za společenský život v obci v rámci soutěže Vesnice roku v rámci regionu Zlínského kraje.

## Obyvatelstvo
| 1869 | 1880 | 1890 | 1900 | 1910 | 1921 | 1930 | 1950 | 1961 | 1970 | 1980 | 1991 | 2001 | 2011 |
| ---- | ---- | ---- | ---- | ---- | ---- | ---- | ---- | ---- | ---- | ---- | ---- | ---- | ---- |
| 348  | 389  | 443  | 440  | 457  | 433  | 444  | 424  | 472  | 412  | 315  | 229  | 210  | 224  |

## Osobnosti
- Antonín Dokoupil (pedagog) (1851–1921), český středoškolský profesor, publicista a spisovatel
- Matouš Bartoň (1865–???), starosta obce, zemský poslanec
- Bedřich Beneš Buchlovan (1885–1953), spisovatel, překladatel z němčiny a polštiny, učitel a knihovník
- Jaroslav Kaňovský

## Galerie

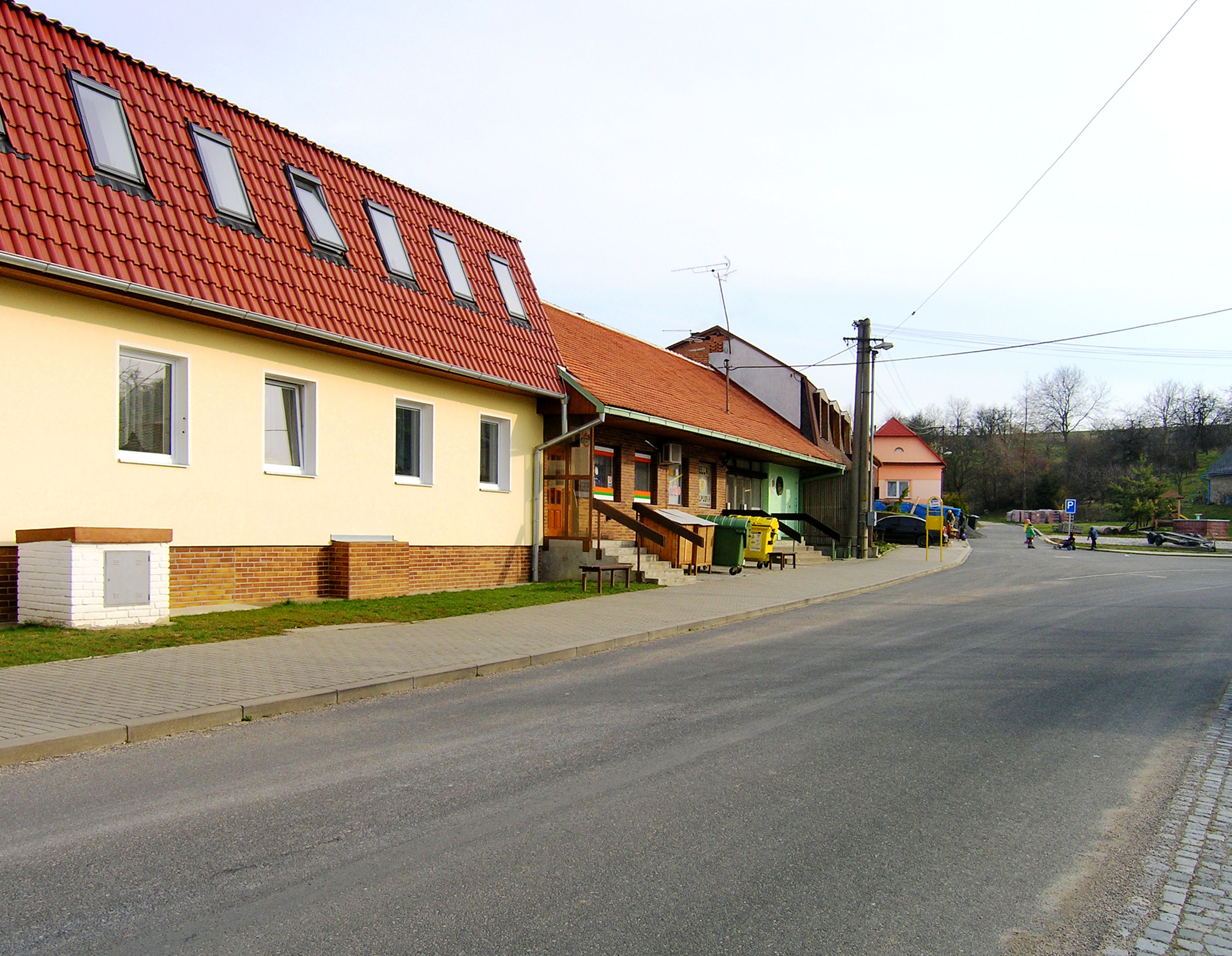
Střed obce
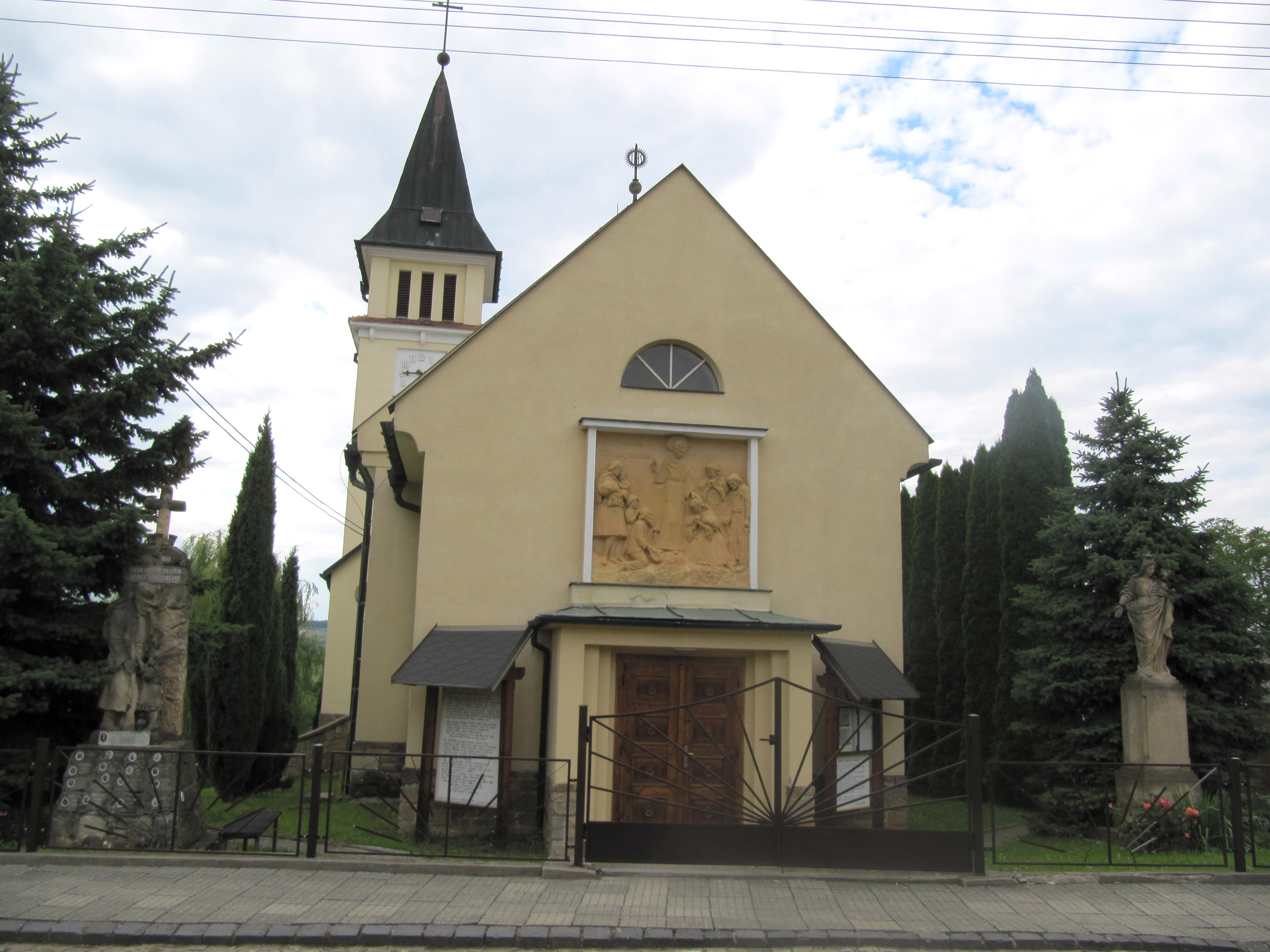
Průčelí kostela s pomníkem padlým v I. sv. válce
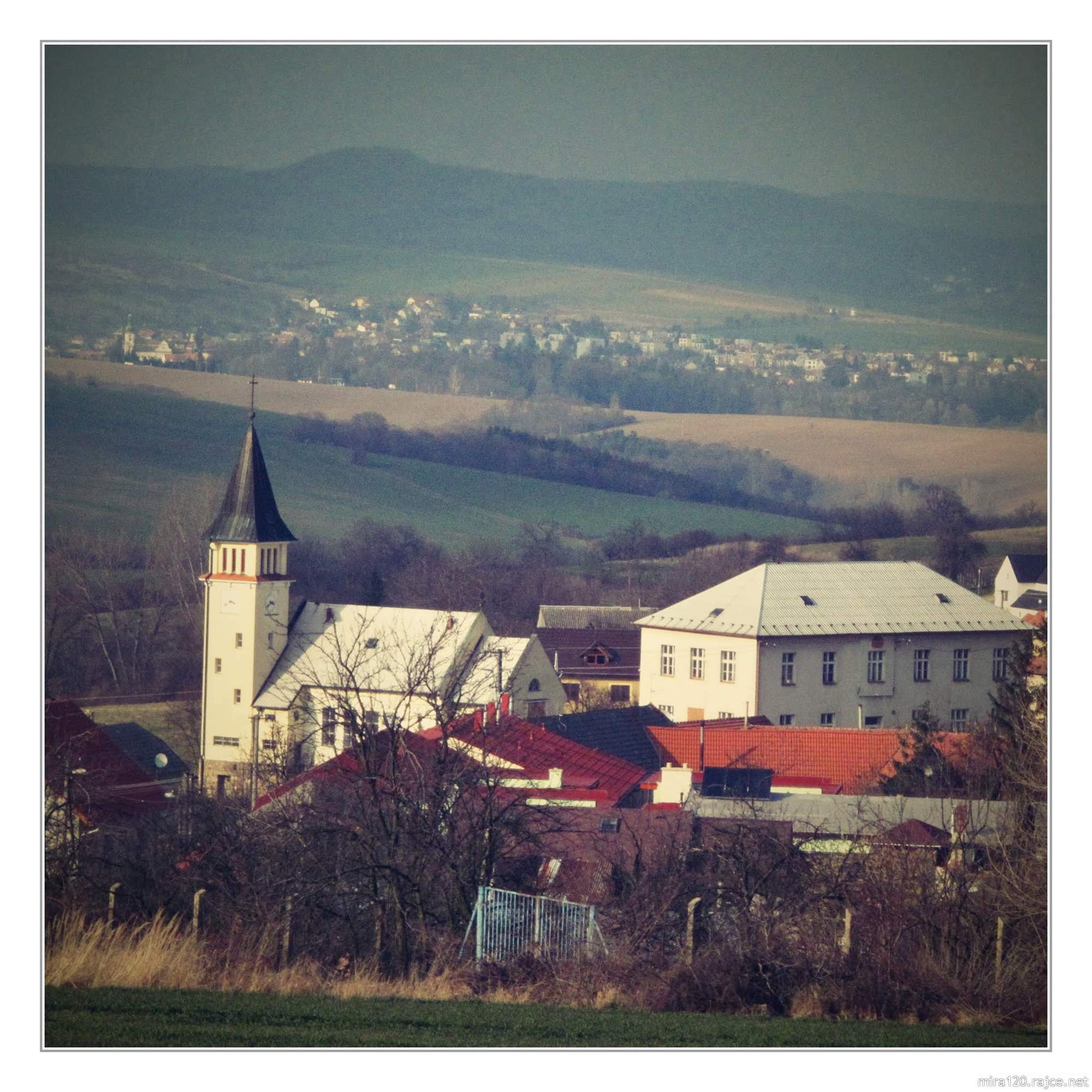
Pohled na obec
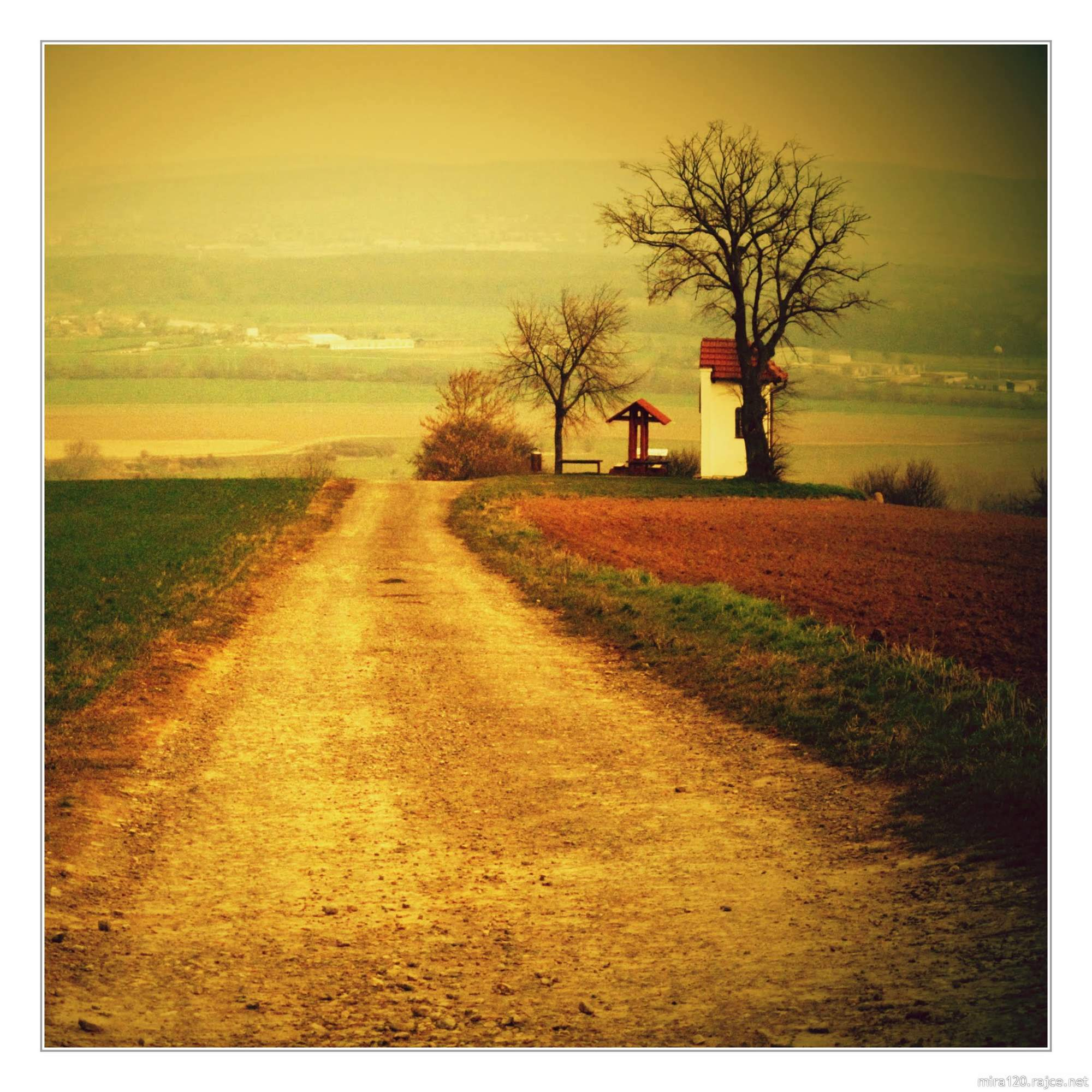
Kaplička Božího Srdce Páně
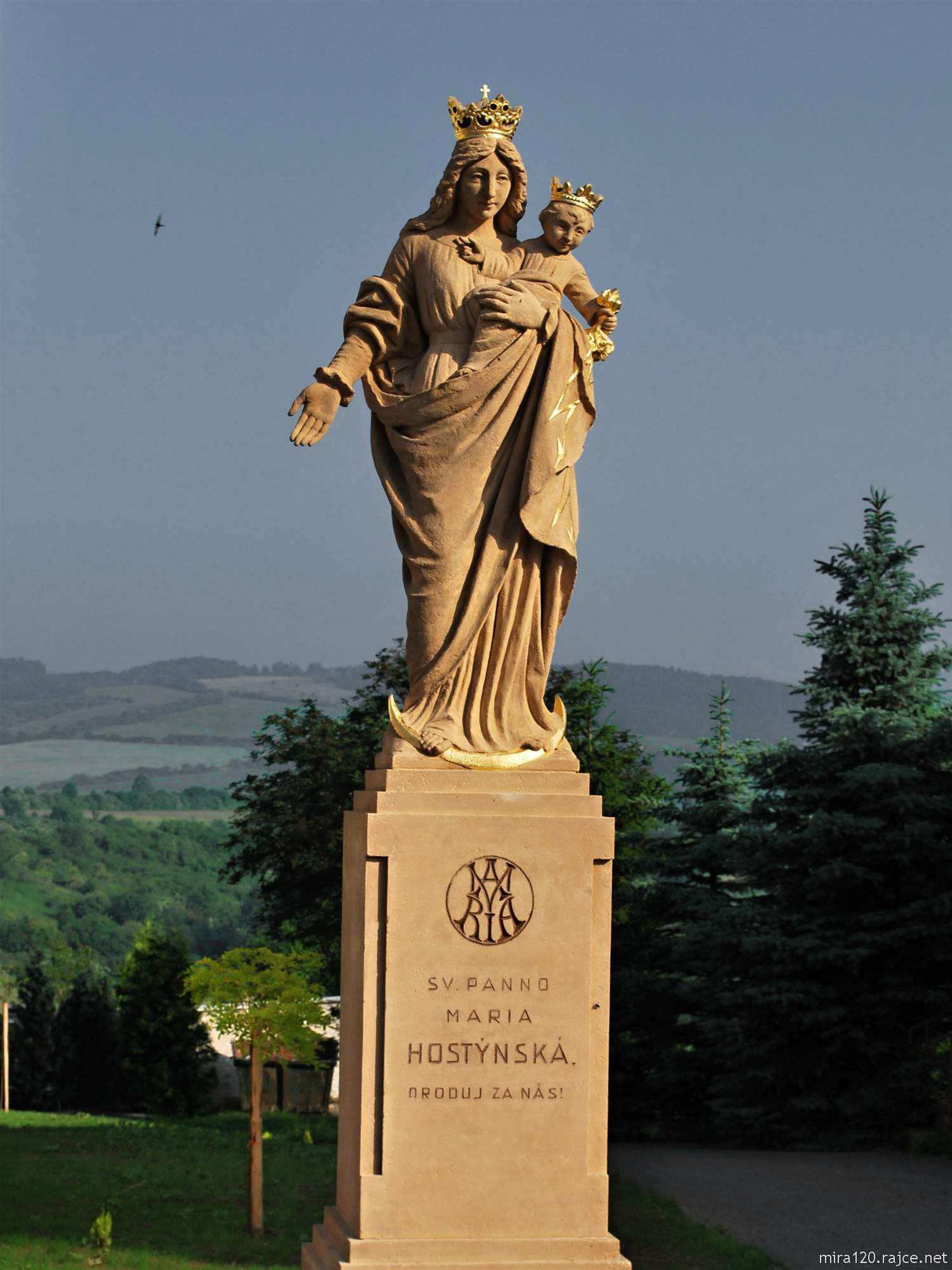
Socha Panny Marie u kostela
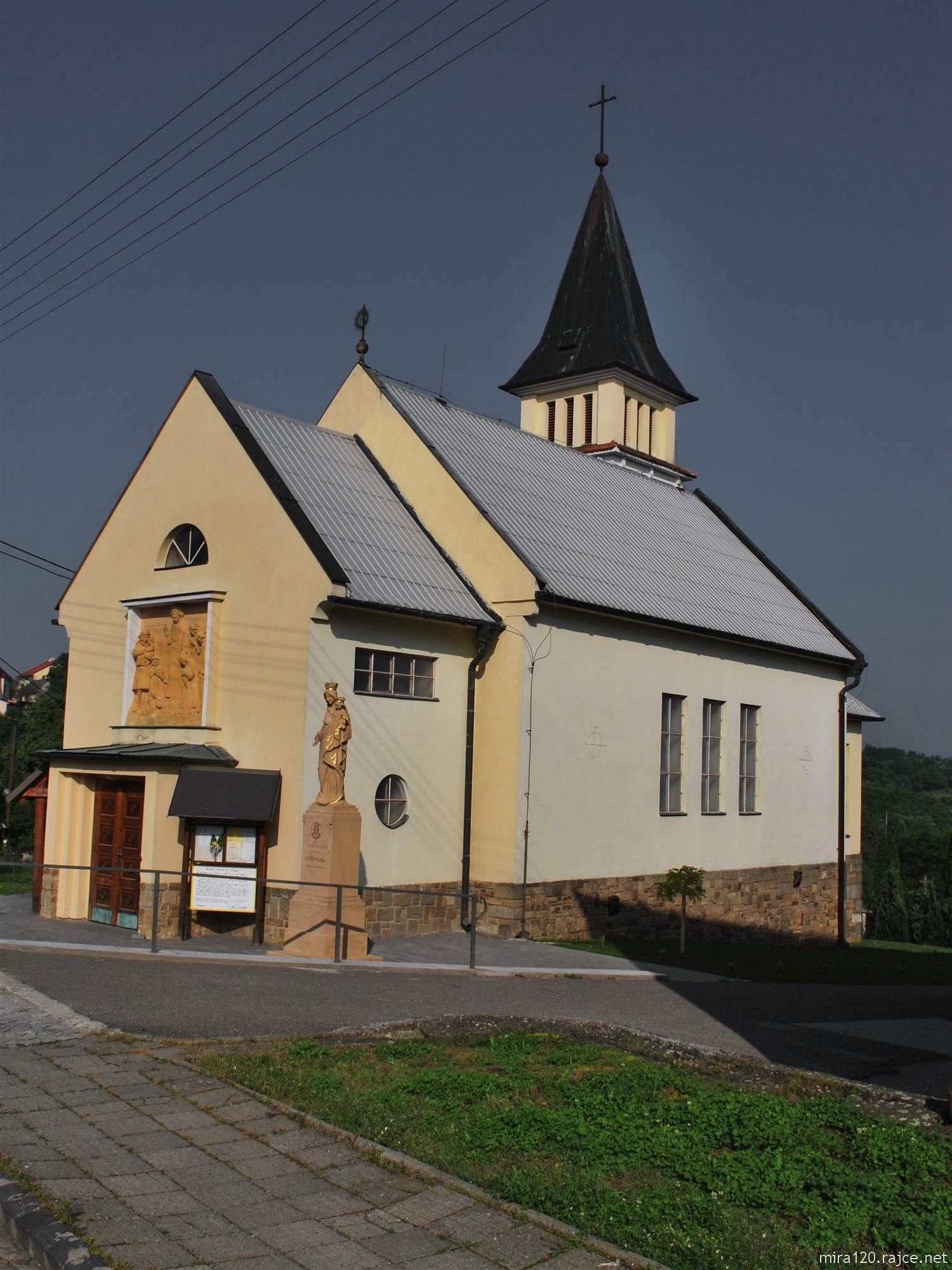
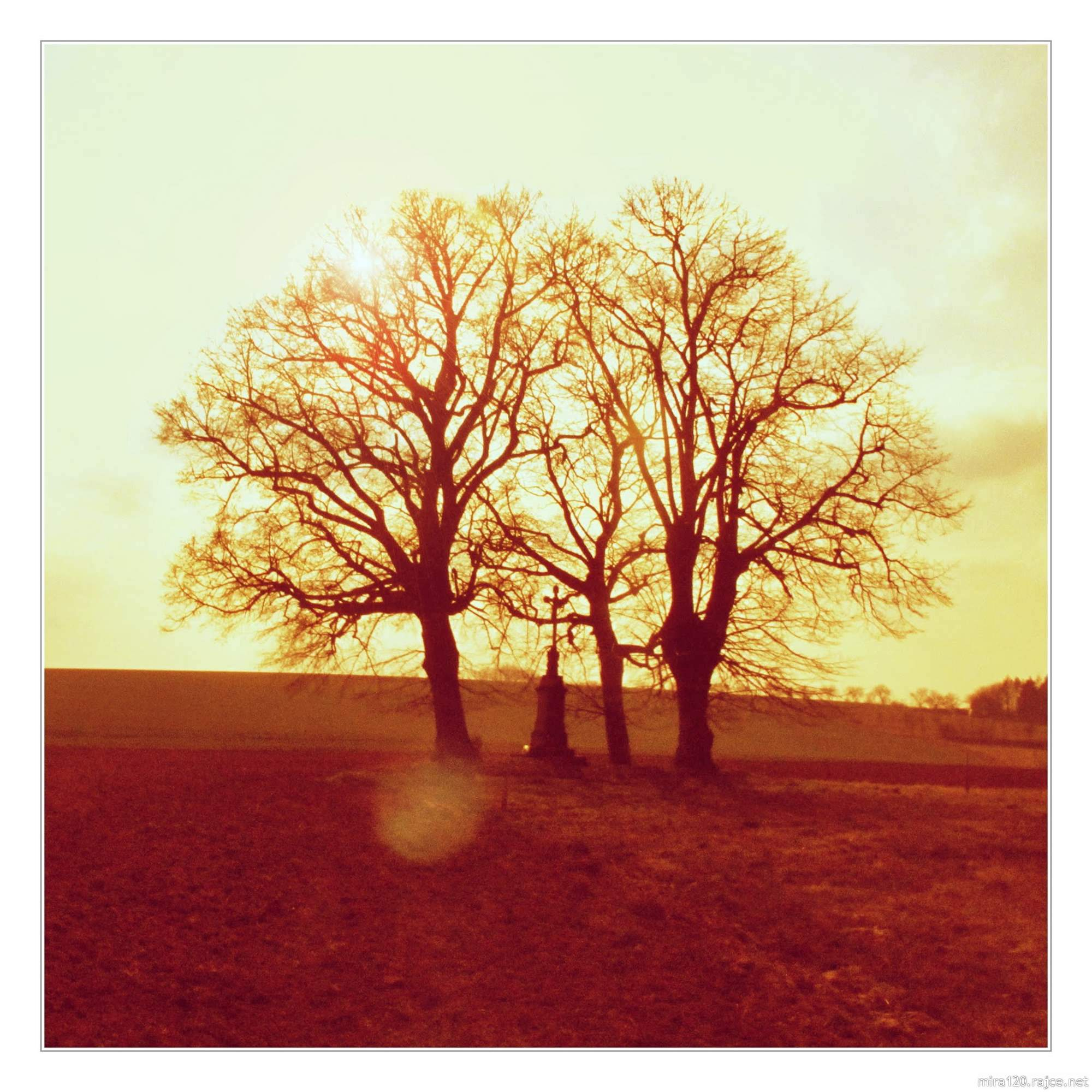